# Keisuke Kurihara
Keisuke Kurihara (jap. 栗原 圭介, Kurihara Keisuke; * 20. Mai 1973 in der Präfektur Tokio) ist ein ehemaliger japanischer Fußballspieler und -trainer.

## Karriere
Kurihara erlernte das Fußballspielen in der Schulmannschaft der Toin Gakuen High School und der Universitätsmannschaft der Komazawa-Universität. Seinen ersten Vertrag unterschrieb er 1996 bei Verdy Kawasaki. Der Verein spielte in der höchsten Liga des Landes, der J1 League. 1996 erreichte er das Finale des J.League Cup. 1996 gewann er mit dem Verein den Kaiserpokal. 1998 wurde er an den Erstligisten Bellmare Hiratsuka (heute: Shonan Bellmare) ausgeliehen. Für den Verein absolvierte er 16 Erstligaspiele. 1999 kehrte er zu Verdy Kawasaki zurück. Für den Verein absolvierte er 38 Erstligaspiele. 2000 wechselte er zum Ligakonkurrenten Sanfrecce Hiroshima. Für den Verein absolvierte er 18 Erstligaspiele. 2001 wechselte er zum Zweitligisten Shonan Bellmare. Für den Verein absolvierte er 71 Spiele. 2003 wechselte er zum Ligakonkurrenten Albirex Niigata. 2003 wurde er mit dem Verein Meister der J2 League und stieg in die J1 League auf. Für den Verein absolvierte er 26 Spiele. 2005 wechselte er zum Ligakonkurrenten Vissel Kōbe. Am Ende der Saison 2005 stieg der Verein in die J2 League ab. Am Ende der Saison 2006 stieg der Verein in die J2 League auf. Für den Verein absolvierte er 118 Spiele. 2009 wechselte er zum Zweitligisten Tochigi SC. Für den Verein absolvierte er 34 Spiele. Ende 2009 beendete er seine Karriere als Fußballspieler.

## Erfolge
Verdy Kawasaki
- J.League Cup

Finalist: 1996
- Kaiserpokal

Sieger: 1996